# (35385) 1997 WL37
1997 WL37 (asteroide 35385) é um asteroide da cintura principal. Possui uma excentricidade de 0.16842940 e uma inclinação de 2.67873º.
Este asteroide foi descoberto no dia 29 de novembro de 1997 por LINEAR em Socorro.